# Авто (хоккейный клуб)
Хоккейный клуб «Авто» Екатеринбург — молодёжная команда по хоккею с шайбой из города Екатеринбурга. Выступает в Чемпионате молодёжной хоккейной лиги.

## Лучшие бомбардиры команды
- 2009/10 — Данил Каськов — 78 (29+49)
- 2010/11 — Филипп Савченко — 66 (35+31)
- 2011/12 — Александр Закиров — 50 (24+26)
- 2012/13 — Денис Мингалеев — 66 (26+40)
- 2013/14 — Денис Мингалеев — 51 (18+33)
- 2014/15 — Павел Зыков — 36 (12+24), Роман Опалев — 36 (10+26)
- 2015/16 — Максим Аскаров — 29 (12+17)
- 2016/17 — Андрей Обидин — 54 (25+29)
- 2017/18 — Антон Кошелев — 49 (22+27)
- 2018/19 — Кирилл Тютяев — 60 (19+41)
- 2019/20 — Владислав Бухаров — 55 (33+22)
- 2020/21 — Илья Захаров — 41 (17+24)
- 2021/22 — Виктор Неучев — 67 (40+27)
- 2022/23 — Никита Бледнов — 43 (12+31)

Составлена из воспитанников хоккейного клуба «Автомобилист» для участия в чемпионате МХЛ — молодёжной хоккейной лиги. Команда образована на базе фарм-клуба — ХК «Автомобилист-2».

## Выступления в МХЛ
| Сезон   | Регулярный чемпионат                | Плей-офф                |
| ------- | ----------------------------------- | ----------------------- |
| 2009-10 | 3-е место в дивизионе «Восток»      | Поражение в 1/4 финала  |
| 2010-11 | 3-е место в дивизионе «Урал-Сибирь» | Поражение в 1/4 финала  |
| 2011-12 | 3-е место в дивизионе «Восток»      | участие не принимали    |
| 2012-13 | 4-е место в дивизионе «Восток»      | Поражение в 1/4 финала  |
| 2013-14 | 7-е место в дивизионе «Урал-Сибирь» | Поражение в 1/16 финала |

## Руководство
- Исполнительный директор — Валентин Демидович
- Заместитель исполнительного директора по работе с МХЛ — Хазов Андрей Юрьевич

## Тренерский штаб
- Главный тренер — Алексей Булатов (с января 2025)

## Клубные рекорды

### Индивидуальная статистика
| Индивидуальные рекорды игроков за один сезон Регулярный чемпионат |                    |       |         |
| Статистика                                                        | Игрок              | Всего | Сезон   |
| Голы                                                              | Малыхин Фёдор      | 42    | 2009-10 |
| Передачи                                                          | Каськов Данил      | 49    | 2009-10 |
| Очки                                                              | Каськов Данил      | 78    | 2009-10 |
| Очки, защитник                                                    | Манухов Никита     | 30    | 2010-11 |
| Лучший + / -                                                      | Каськов Данил      | +22   | 2009-10 |
| Штр. минуты                                                       | Стрельцов Василий  | 148   | 2009-10 |
| Лучший КН (вратарь) Сыгравший не менее 20 игр                     | Соловьев Александр | 2.65  | 2009-10 |
| Победы (вратарь)                                                  | Бородин Савва      | 18    | 2009-10 |

Примечание: КН — Коэффициент надежности = 60мин*ПШ/ВП, Штр — Штрафое время.

### Командная статистика
| Рекорды команды за один сезон Регулярный чемпионат |       |         |
| Статистика                                         | Всего | Сезон   |
| Больше всего очков                                 | 111   | 2012-13 |
| Больше всего побед                                 | 37    | 2012-13 |
| Больше всего ГЗ                                    | 206   | 2010-11 |
| Меньше всего ГЗ                                    | 160   | 2013-14 |
| Больше всего ГП                                    | 218   | 2011-12 |
| Меньше всего ГП                                    | 159   | 2012-13 |

Примечание: ГЗ — голов забито, ГП — голов пропущено.

## Участники Кубка Вызова МХЛ
- 2010 — Никита Манухов З, Данил Каськов Н, Фёдор Малыхин Н
- 2011 — Филипп Савченко Н, Александр Стрельцов Н
- 2012 — Иван Яценко Н
- 2013 — Никита Трямкин З, Денис Мингалеев Н
- 2014 — Дмитрий Лебедев З
- 2015 — Роман Ивашов Н
- 2016 — Евгений Митякин Н
- 2017 — Владислав Шишков З
- 2018 — Максим Дубовик З
- 2019 — Владимир Галкин В, Артём Белоцкий Н
- 2020 — Даниил Зайцев З, Юрий Салов З
- 2022 — Владислав Раздьяконов Н

## Ежегодные результаты

### Регулярный чемпионат
Примечание: И — количество игр, В — выигрыши в основное время, ВО — выигрыши в овертайме, ВБ — выигрыши по буллитам, ПО — проигрыши в овертайме, ПБ — проигрыши по буллитам, П — проигрыши в основное время, ГЗ — голов забито, ГП — голов пропущено, О — очки.
| Сезон   | И  | В  | ВО | ВБ | ПБ | ПО | П  | О   | ГЗ  | ГП  |
| ------- | -- | -- | -- | -- | -- | -- | -- | --- | --- | --- |
| 2009-10 | 54 | 33 | 0  | 2  | 3  | 1  | 15 | 107 | 202 | 163 |
| 2010-11 | 53 | 32 | 1  | 2  | 2  | 0  | 16 | 104 | 206 | 160 |
| 2011-12 | 60 | 13 | 1  | 4  | 7  | 2  | 33 | 58  | 170 | 218 |
| 2012-13 | 60 | 32 | 1  | 4  | 3  | 2  | 18 | 111 | 190 | 159 |
| 2013-14 | 56 | 22 | 1  | 1  | 3  | 3  | 26 | 76  | 160 | 186 |
| 2014-15 | 52 | 18 | 1  | 4  | 5  | 2  | 22 | 71  | 155 | 174 |
| 2015-16 | 44 | 13 | 3  | 3  | 3  | 3  | 19 | 57  | 123 | 134 |
| 2016-17 | 60 | 30 | 2  | 3  | 1  | 1  | 23 | 102 | 182 | 140 |

### Плей-офф
- Сезон 2009—2010

1/8 финала: Авто — МХК Динамо — 3:0 (6:3, 4:3ОТ, 7:0)
1/4 финала: Авто — Белые медведи — 1-3 (7:6, 2:4, 2:5, 3:4)
- Сезон 2010—2011

1/8 финала: Авто — Барс — 3:0 (5:4, 4:2, 7:2)
1/4 финала: Авто — Стальные лисы — 0-3 (3:4, 0:2, 2:7)
- Сезон 2011—2012

Участие не принимали
- Сезон 2012—2013

1/8 финала: Авто — Белые медведи — 3:2 (5:3, 1:3, 4:2, 2:8, 3:2ОТ)
1/4 финала: Авто — Мамонты Югры — 0-3 (1:2, 3:4, 0:3)
- Сезон 2013—2014

1/16 финала: Авто — Толпар — 0:3 (6:7ОТ, 1:2, 3:4ОТ)
- Сезон 2014—2015

1/16 финала: Авто — Мамонты Югры — 2:3 (3:0, 2:6, 4:5, 4:3, 1:4)
- Сезон 2015—2016

Участие не принимали
- Сезон 2016—2017

1/8 финала: Авто — Реактор — 1:3 (2:1, 1:6, 2:5, 3:4ОТ)
- Сезон 2017—2018

1/8 финала: Авто — Толпар — 3:0 (3:0, 3:1, 2:0)
1/4 финала: Авто — Белые медведи — 0:3 (1:5, 2:4, 2:3)
- Сезон 2018—2019

1/8 финала: Авто — Снежные барсы — 3-1 (4:0, 5:1, 2:5, 3:0)
1/4 финала: Авто — Толпар — 3-1 (0:3, 1:0Б, 2:1, 4:3ОТ)
1/2 финала: Авто — СКА-1946 — 3-2 (2:3, 2:1ОТ, 3:2ОТ, 1:6, 2:1)
Финал: Авто — Локо — 3-4 (2:4, 2:3, 1:0, 2:1, 2:1ОТ, 2:3ОТ, 0:1)
- Сезон 2019—2020

1/8 финала: Авто — Белые медведи — 2:3 (4:2, 1:2, 3:1, 0:3, 2:4)
- Сезон 2020—2021

1/8 финала: Авто — Ирбис — 1:3 (0:1, 5:3, 2:5, 1:2)
- Сезон 2021—2022

Участие не принимали
- Сезон 2022—2023

1/8 финала: Авто — Чайка — 1:3 (3:4, 1:4, 4:3ОТ, 1:4)